# Жанатаев, Кокбай
Жанатаев Кокбай (Кокбай Жанатайулы) (1861 год, аул Такыр, Абайского района, Абайской области — 1925 год, там же) — казахский акын, просветитель, ученик Абая.

## Биография
В 1888—1889 годах опубликовал произведения Абая «Жаз» («Лето») и «Күлембайға» («Кулембаю») в газете «Дала уалаяты». Обучался в медресе в Семипалатинске.
В 1901 году на собственные средства открыл медресе, в котором обучал местных детей. Уроки проводились на казахом и русских языках. Написал в стихах «Грамматику арабского языка». В 1908 году по собственной инициативе преобразовал медресе в школу нового типа.
В 1913 году совершил хадж в Мекку. В 1924 году принимал участие в вечере в Семипалатинске, посвящённому 20-летию со дня смерти Абая. Своему учителю Кокбай посвятил жыры «Семейге Абай келсе бізге думан», «Абайдай үлы тумағы бол ар ғайып», «Абайдан сабақ алдым бала жастан» и другие.
Стихи «Дутбаю», «Кулембаю» написаны в критическом стиле, свойственном Абаю, Айтысы II с акынами Арипом Кемпирбаем, Жунисханом, Жидебаем, Саржаном, Миржакыпом сохранены в рукописном виде. Известны эпические произведении «Сабалақ», «Қүлынды», «Қандыжан», «Ғаділ патша қиссасы», «Арон Рашид қиссасы». Поэтический талант Кокбая высоко оценил М. О. Ауэзов. Его стихи и айтысы вошли в сборники: «Казахская поэзия 20 века» (1985), «Стихи пяти веков» (1989, т. 1), «Айтыс» (1988, т. 2), «Поэты — ученики Абая» (1994, кн. 2).
Исследовательские статьи о творчестве Кокбай вышли в монографии «Казахские акыны 20 века» (1988) и в книге Каюма Мухамедханулы «Поэты — ученики Абая» (1994).